# VI (album)
VI je drugi album v živo slovenske rock skupine Siddharta, izdan leta 2011. Album je bil v celoti posnet na koncertu, ki je potekal 18. junija 2011 na Stadionu Stožice, razen pesmi VI, ki je bila posneta na tonski vaji en dan prej. To je prvi album skupine, na katerem je več pesmi napisala celotna skupina, ne pa Tomi Meglič sam. Spet pa je on napisal vsa besedila. Naslov albuma se nanaša na številko albuma z novimi pesmimi (VI je namreč šesti po vrsti), prav tako pa služi kot zaimek, ki predstavlja občinstvo.

## Seznam pesmi
Vsa besedila je napisal Tomi Meglič, razen za pesem VI, ki je inštrumentalna. Vse pesmi je napisala Siddharta, razen, kjer je posebej označeno.
| Št.             | Naslov                     | Glasba              | Dolžina |
| --------------- | -------------------------- | ------------------- | ------- |
| 1.              | „Postavi se na mojo stran‟ |                     | 3:04    |
| 2.              | „Malishka‟                 | Tomi Meglič         | 3:53    |
| 3.              | „Noraterra‟                | T. Meglič           | 4:06    |
| 4.              | „Arena‟                    |                     | 4:54    |
| 5.              | „Bel labod‟                |                     | 3:51    |
| 6.              | „Bonsai‟                   |                     | 5:21    |
| 7.              | „Sam‟                      | T. Meglič           | 4:53    |
| 8.              | „Spet otrok‟               | T. Meglič           | 3:39    |
| 9.              | „General‟                  | T. Meglič           | 4:35    |
| 10.             | „Hollywood‟                |                     | 4:49    |
| 11.             | „Indian Boy‟               | T. Meglič           | 4:25    |
| 12.             | „VI‟                       | Tomaž Okroglič Rous | 5:21    |
| Skupna dolžina: | Skupna dolžina:            | Skupna dolžina:     | 52:51   |

### Mednarodna izdaja
Vsa besedila je napisal Tomi Meglič, razen za pesem VI, ki je inštrumentalna. Vse pesmi je napisala Siddharta, razen, kjer je posebej označeno.
| Št.             | Naslov                  | Glasba           | Dolžina |
| --------------- | ----------------------- | ---------------- | ------- |
| 1.              | „Stand Up for Me Now‟   |                  | 3:04    |
| 2.              | „Malishka‟              | T. Meglič        | 3:53    |
| 3.              | „The Madding Existence‟ | T. Meglič        | 4:06    |
| 4.              | „I'm Done‟              |                  | 4:54    |
| 5.              | „The Whitest Swan‟      |                  | 3:51    |
| 6.              | „Bonsai‟                |                  | 5:21    |
| 7.              | „Alone‟                 | T. Meglič        | 4:53    |
| 8.              | „A Child Again‟         | T. Meglič        | 3:39    |
| 9.              | „The General‟           | T. Meglič        | 4:35    |
| 10.             | „Hollywood‟             |                  | 4:49    |
| 11.             | „Indian Boy‟            | T. Meglič        | 4:25    |
| 12.             | „VI‟                    | T. Okroglič Rous | 5:21    |
| Skupna dolžina: | Skupna dolžina:         | Skupna dolžina:  | 52:51   |

## Zasedba

### Siddharta
- Tomi Meglič – vokal, kitara
- Primož Benko – kitara, spremljevalni vokal
- Boštjan Meglič – bobni
- Jani Hace – bas kitara, spremljevalni vokal
- Tomaž Okroglič Rous – klaviature, spremljevalni vokal

### Dodatni glasbeniki
- Gregor Budal – spremljevalni vokal
- Boštjan Andrejc – Buši – spremljevalni vokal (kot "Boštjan Andrejc – Bushi")
- Martin Janežič - Buco – tolkala